# Долна-Диканя
Долна-Диканя (болг. Долна Диканя) — село в Болгарии. Находится в Перникской области, входит в общину Радомир. Население составляет 470 человек.

## Политическая ситуация
В местном кметстве Долна-Диканя, в состав которого входит Долна-Диканя, должность кмета (старосты) исполняет Елинчо Йорданов Колев (независимый) по результатам выборов.
Кмет (мэр) общины Радомир — Красимир Светозаров Борисов (Болгарская социалистическая партия (БСП)) по результатам выборов.